# Marie Ryšavá
Marie Ryšavá, roz. Köhlerová (10. září 1831 Praha-Nové Město – 19. prosince 1912 Praha-Nové Město), byla česká herečka. Většinu života působila v kočovných společnostech a mimopražských divadlech, mimo jiné u J. K. Tyla, Pavla Švandy a v prozatímním brněnském Národním divadle. Pražské obecenstvo ji plně ocenilo až r. 1898; od r. 1900 do konce života s velkým úspěchem vystupovala v pražském Národním divadle.

## Život
Narodila se 10. září 1831 v Praze ve Spálené ul. 85 jako jedno ze čtrnácti dětí výrobce pian a truhláře Filipa Köhlera a Marie Kustové . Od šesti do dvanácti let navštěvovala německou školu u sv. Trojice. Velmi brzy si oblíbila divadlo – navštěvovala představení a jako dítě doma hrála se svými sourozenci.
V letech 1847–48 vystupovala v ochotnickém divadle „u Mrázů“ na Uhelném trhu; její první role byla Rozárka v Paličově dceři (autor: Josef Kajetán Tyl).
Roku 1850 byla přijata do Prokopovy kočovné společnosti, která v té době hostovala v Karlíně a na Smíchově. Svou první úlohu, Jedličkovou v Paličově dceři, zahrála 16. června téhož roku v Mělníku.
V roce 1852 se nakrátko vrátila do Prahy, ale brzy poté vstoupila do Kallusovy společnosti, kterou řídil Josef Kajetán Tyl. S ním pak později přešla do společnosti Zöllnerovy a prožila obtížná poslední léta jeho života, kdy zápasil s hmotným nedostatkem a úředními zákazy a nakonec zemřel v Plzni. Na Tyla později vzpomínala jako na výborného režiséra a upřímného přítele.
Dne 9. července 1861 se provdala, jejím manželem se stal herec Karel Ryšavý (15. 2. 1836 – 17. 1. 1905). Měli spolu šest synů, ale jen jeden se dožil dospělosti.
Týden po sňatku jí ředitel Thomé nabídl angažmá ve Stavovském divadle, kde měla nahradit zemřelou Františku Wiedermannovou, představitelku salonních dam. S ohledem na rodinné povinnosti odmítla. Thomé poté nabídku rozšířil i na jejího manžela, ale po dohodě s dosavadním zaměstnavatelem Zöllnerem se oba rozhodli zůstat. Později měla Ryšavá možnost vystoupit na zahajovacím představení pražského Prozatímního divadla (jako carevna Jelena v Hálkově Králi Vukašínu 18. listopadu 1862), ale z ne zcela jasných příčin k tomu nedošlo.
V letech 1866–77 hrála spolu s manželem ve Švandově společnosti, poté vstoupili na třináct let k Pištěkovi, s nímž často vystupovala v Brně. Roku 1891 byla přijata do souboru prozatímního brněnského Národního divadla, který vedl nejprve Pavel Švanda, později V. Hübner. Zde také 13. března 1892 oslavila čtyřicetileté jubileum na jevišti.
Roku 1893 vstoupila do společnosti Chmelenského, s níž hrála mimo jiné ve Vídni, a v dalších letech vystupovala v několika menších společnostech.
Ačkoliv byla Ryšavá oblíbená u venkovského publika, pražská kulturní veřejnost ji po většinu její kariéry téměř neznala. To se změnilo až v roce 1898, kdy vystoupila na výstavě architektů a inženýrů v Holešovicích. Úspěch, který tam měla u diváků, zajistil, že roku 1900, ve svých 69 letech, získala díky řediteli Schmoranzovi angažmá jako „stálý host“ činohry pražského Národního divadla. Její první role na této scéně, plátenice Šestáková v Paličově dceři, se setkala s příznivým ohlasem. V Národním divadle zůstala do konce života. Měla stále zvučný hlas, dobrou paměť a až do vysokého stáří rovnou, neshrbenou postavu. Osmdesáté narozeniny oslavila v roli Pernellové v Molièrově komedii Tartuffe. Naposledy zahrála 3. listopadu 1912 v Jiráskově hře Jan Žižka.
Respekt, který měla u hereckých kolegů, se projevil i tím, že byla zvolena čestnou členkou Ústřední jednoty českého herectva.
Ke konci života ji trápil šedý zákal, kvůli kterému téměř ztratila zrak. Zemřela 19. prosince 1912 ráno ve svém bytě ve Vojtěšské ul. 20 po krátké nemoci, na zánět pobřišnice. Pohřbena byla 21. prosince na Olšanských hřbitovech za účasti Gustava Schmoranze (ředitel Národního divadla), Jaroslava Kvapila (dramaturg), spisovatelů Aloise Jiráska, Bohdana Kaminského, A. E. Mužíka a dalších představitelů kultury. Příspěvky na květinové dary byly v souladu s její poslední vůlí věnovány Ústřední jednotě českého herectva nebo Tylovu azylu pro sestárlé herečky a herce.

## Citát
| „             | Na sta úloh vytvořila Ryšavá u Pištěka a ani tu nejnepatrnější neodbyla. S každou se herecky pomazlila, pěkně ji v rukou zobracela, v každé našla kus zajímavosti a vtělila se do ní s plnou chutí. Jen opravdová láska k umění mohla být tak štědrá. Ryšavá milovala své povolání nade vše. Ze stránek banálních úloh kouzlila opravdové lidi a svým velkým uměním psala nové role. Byly to skvosty, vybroušené ze štěrku všednosti. Ryšavá učinila nejednoho autora svým dlužníkem. | “ |
| — Rudolf Deyl | |   |